# 美国国会职员
国会职员（英語：Congressional staff）是受雇于美国国会或国会议员个人的工作人员。

## 历史
美国内战之前，国会议员们根本没有助手的辅佐甚至没有办公室，大部分议员“只有一张书桌以供办公使用”。
到1891年，整个美国国会有工作人员146人，其中37人为各位参议员工作；39人为参议院各委员会工作；62人为众议院各委员会工作（37人只在国会会期工作）。1893年众议院批准了为各位众议员配备助手的提议。 20世纪初，国会工作人员已成为国会的显著特征。
1943年时，众议院各委员会雇佣了114名工作人员，参议院则为190人。 受雇于国会议员个人的助手则相对较少，每位参议员有6人，每位众议院有5人。 在1946年《国会重组法》中，大大减少了各国会委员会的数量，首次明确授权设置常设的、专业的委员会工作人员。 该法律解决了缺乏委员会工作人员的燃眉之急，每个常务委员会最多可配置四名专业助手和六名常设助手，但拨款委员会除外，因为该委员会的工作人员人数没有限制。1946年的法律还重组了国会图书馆，并创建了立法参考局（后来成为国会研究局）作为一个独特的实体。《国会重组法》立竿见影地增加了国会工作人员数量。自此以后20年间，国会两种工作人员数量稳步增长，而且在此期间国会工作人员的专业化水平也提高了，助理们有了新闻、立法和个案研究的分工。
70年代，国会工作人员的数量再次猛增。这部分的是“对工作量的增加，以及立法分支和行政分支在各种问题上的对抗（包括总统挪用国会拨款和水门事件）”的回应。政治学家莫里斯·P·菲奥里纳在其著作《国会：华盛顿当权派的拱心石》中指出，1960至1974年间国会工作人员数量增长了一倍。增幅的大部分在各选区或各州的办事处;选区办事处工作的国会工作人员的百分比从1960年的14％上升到1974年的34％。
70年代到90年代，“职员人数大体持平，增幅下降，1995年以后，职工人数实际下降。”

## 类型
有线－卫星公共事务网络将国会工作人员分为五类：
- 随身工作人员，为各位国会议员工作
- 委员会工作人员，为国会委员会的多数党或少数党工作
- 领导层工作人员，为众议院议长、美国众议院政党领袖（英语：Party leaders of the United States House of Representatives）、多数党及少数党党鞭，以及参议院多数党及少数党领袖、多数党及少数党助理领袖（党鞭）工作
- 机构工作人员，包括多数党和少数党的楼面员工、非党派员工如国会警察、国会大厦建筑师（英语：Architect of the Capitol）（设施和维修人员）和立法书记。
- 支持机构工作人员，国会研究局、国会预算办公室（英语：Congressional Budget Office）和政府问责办公室（英语：Government Accountability Office）的非党派员工

2000年，有随身工作人员约11,692人、委员会工作人员2492人、领导层工作人员274人、机构工作人员5,034人、政府问责办公室3,500人、国会研究局747人、国会预算办公室232人。

## 随身工作人员
2000年，每位众议员雇用了14名工作人员，参议员的平均聘用人数为34人。2000年后，众议员的助手人数被限制为18名全职和4名兼职人员；参议员则没有限制。工作人员的预算由各州人口决定；来自人口最多的加利福尼亚州的联邦参议员比人口最少的怀俄明州的参议员能提供更多的工资。议员可以决定如何在华盛顿办公室和美国国会选区办事处之间分配工作人员。
国会管理基金会（CMF）是一家位于华盛顿的研究和管理咨询公司，负责国会薪酬的调查。下表列出了2000年的平均年薪。下面还列出了由阳光基金会的Daniel Schuman计算的2009年众议院特定职位的员工人数和年薪。这些数据是根据2009年7月1日至2009年9月30日的众议院支出结算表算出的。
原数据是季度收入，Schuman将其乘以4以得出年薪，所以下表未计入年奖金和整个季度没有工作的员工；也未算入以不同头衔从事同一工作或在同一季度更换了工作的员工。该表也省略了委员会工作人员和一些不容易归类或少于50人担任的职位。
| 职位                | 2000年众议院平均年薪(美元) | 2000年参议院平均年薪(美元) | 2009年众议院平均年薪 (美元) | 2009年任职人数(人) | 备注                                                                         |
| ------------------- | -------------------------- | -------------------------- | --------------------------- | ------------------ | ---------------------------------------------------------------------------- |
| 幕僚长              | $97,619                    | $116,573                   | $120,051.55                 | 399                | “负责运行办公室的最资深政治顾问。”该职务也被称为行政助理。                   |
| 副幕僚长            |                            |                            | $84,346.63                  | 291                | 该职务也被称为行政助理。                                                     |
| 立法主管            | $61,075                    | $91,438                    | $72,137.79                  | 306                | “计划立法创制权和策略，监管其他立法工作人员。”                               |
| 资深立法助理        |                            |                            | $57,133.94                  | 101                |                                                                              |
| 立法助理            | $37,321                    | $48,276                    | $43,189.28                  | 773                | “专门从事具体议题，监测这些领域的议案和委员会会议，起草议会陈述和回应邮件。” |
| 立法通讯员          | $26,745                    | $25,226                    | $31,951.03                  | 347                | “回答所有选民来信来函；起草常规回应。”                                       |
| 新闻秘书/ 通信主管  | $45,301                    | $65,362                    |                             |                    |                                                                              |
| 新闻秘书            |                            |                            | $50,524.05                  | 164                |                                                                              |
| 通信主管            |                            |                            | $58,359.05                  | 207                |                                                                              |
| 选区代表            |                            |                            | $45,758.97                  | 142                |                                                                              |
| 行政/私人助理       | $41,068                    | $50,000                    | $51,339.82                  | 136                | “议员左右手；很多情况下还是日程安排程序员。”                                 |
| 办公管理员          | $44,009                    | $57,330                    |                             |                    | “监督支援工作人員；管理官方帐户；购买/维护设备”。                            |
| 日程安排员          |                            |                            | $41,344.56                  | 140                | 该职务也被称为行政助理。                                                     |
| 电脑系统/邮件管理员 | $30,205                    | $39,612                    |                             |                    | “维护计算机网络和管理通信系统”。                                             |
| 州/选区办事处主任   | $61,152                    | $73,872                    | $84,346.63                  | 291                | “选区办公室负责人；与当地保持政治联系。”                                     |
| 州/选区办事处副主任 |                            |                            | $61,389.93                  | 73                 |                                                                              |
| 项目/捐赠协调员     | $37,300                    | $44,000                    |                             |                    | “寻求联邦资助选区/州的项目和机构”。                                          |
| 社会工作员          | $31,341                    | $29,980                    | $40,898.49                  | 307                |                                                                              |
| 选民服务代表        |                            |                            | $38,872.48                  | 145                |                                                                              |
| 干事                |                            |                            | $29,890.54                  | 1072               |                                                                              |
| 国会助手            |                            |                            | $39,906.24                  | 123                |                                                                              |
| 商务代表            |                            |                            | $40,138.49                  | 266                |                                                                              |
| 立法顾问            |                            |                            | $51,814.67                  | 53                 |                                                                              |

并非所有的办公室都有相同的组织结构，不同的职位可能有大致相似的工作。常见的工作有：
- 幕僚长：国会议员办公室最高级别和最高薪的立法工作人员，通常是办公室的首席运营官，直接向议员报告工作。一些幕僚长还负责人事决定和政策创制。幕僚长时常要去巡视选区办公室，但大部分时间都能在国会山找到他们。幕僚长通常是非常有经验的政治人员，在国会山上工作多年，或者是议员的私人朋友，抑或是以前的竞选经理。[5]
- 副幕僚长：幕僚长的副手
- 立法主管（英语：Legislative assistant）、资深立法助理或立法协调员：是监督立法工作人员的人，包括所有立法助手和通讯员。每个办公室设置一位。[8]
- 州/選區辦事處主任：選區辦事處負責人；与当地保持政治联系。
- 立法通讯员：负责起草信函，回应选民的意见和问题，并一般负责立法议题。根据德克森会议中心调查，大多数众议院办公室有一两位，参议员有三到五位，取决于他们州的人口。[8]
- 新闻秘书或通讯主任：负责议员与媒体的关系；是各种地方和国家新闻媒体的联络人；发布新闻稿。[5]
- 社会工作员（英语：Caseworker (politics)）或选民服务代表：负责帮助选民处理与联邦机构有关的问题。例如，社会工作员可帮助个人获得退伍军人福利（英语：Veterans' benefits），协助社会保障和医疗保险，并帮助解决移民（英语：Immigration to the United States）问题。[8]还可以向选民提供调解服务，并获得政府信息和出版物。[5]

## 委员会工作人员
每个国会委员会都有不同数量的工作人员辅佐。委员会工作人员的拨款是在年度立法拨款法案决定的。除众议院道德委员会、众议院情报常设专责委员会、参议院道德专责委员会和参议院情报专责委员会外，其他各委员会的多数党和少数党委员们都可以雇用助理，而这四个委员会都只有一位工作人员。
2000年，众议院各个委员会平均有68名工作人员，参议院各委员会则为46人。委员会工作人员包括员工主任、委员会法律顾问、委员会研究员、新闻秘书、书记长和办公管理员、排程员、文件文员和助理。